# Boston College Eagles
Boston College Eagles är en idrottsförening tillhörande Boston College och har som uppgift att ansvara för collegets idrottsutövning.

## Idrotter
Eagles deltager i följande idrotter:
| Herrar - Amerikansk fotboll - Baseboll - Basket - Fotboll - Friidrott - Fäktning - Golf - Ishockey - Segling - Simning - Simhopp - Skidsport - Tennis | Damer - Basket - Fotboll - Friidrott - Fäktning - Golf - Ishockey - Lacrosse - Landhockey - Rodd - Segling - Simning - Simhopp - Skidsport - Softboll - Tennis - Volleyboll |

## Idrottsutövare

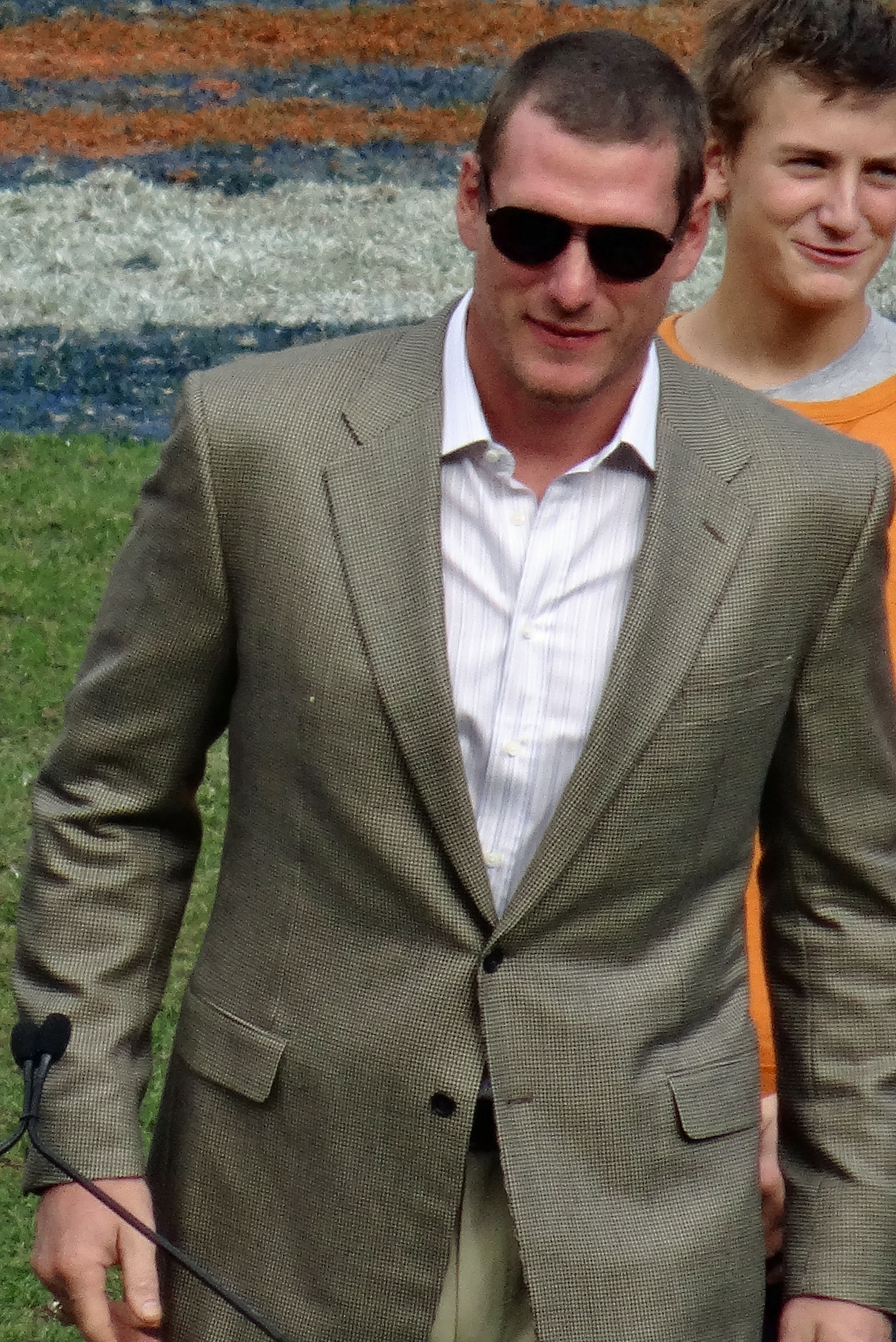
Tom Nalen.

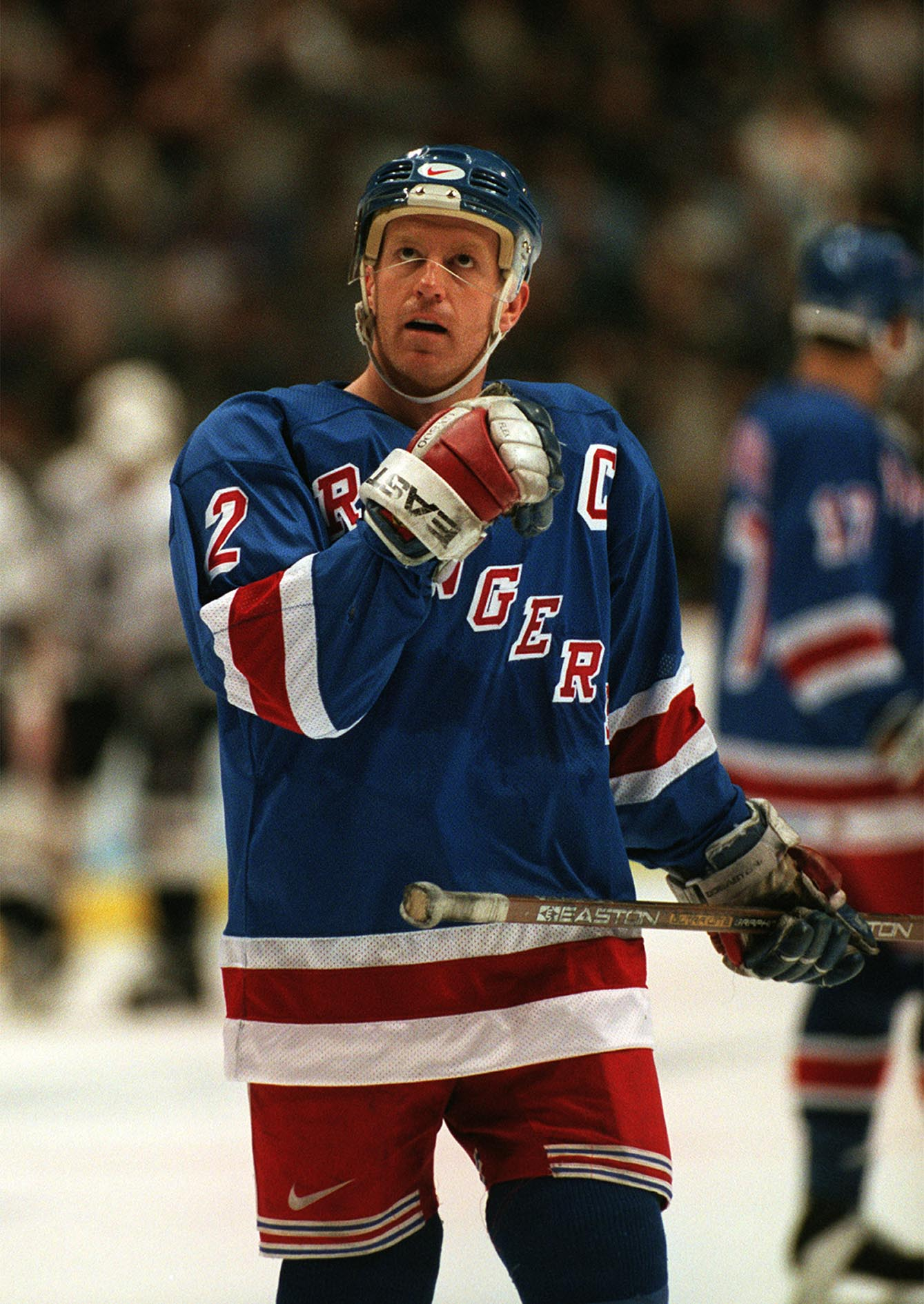
Brian Leetch.

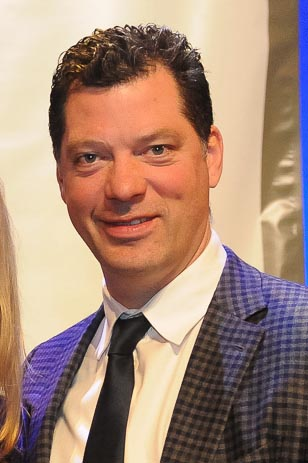
Bill Guerin.

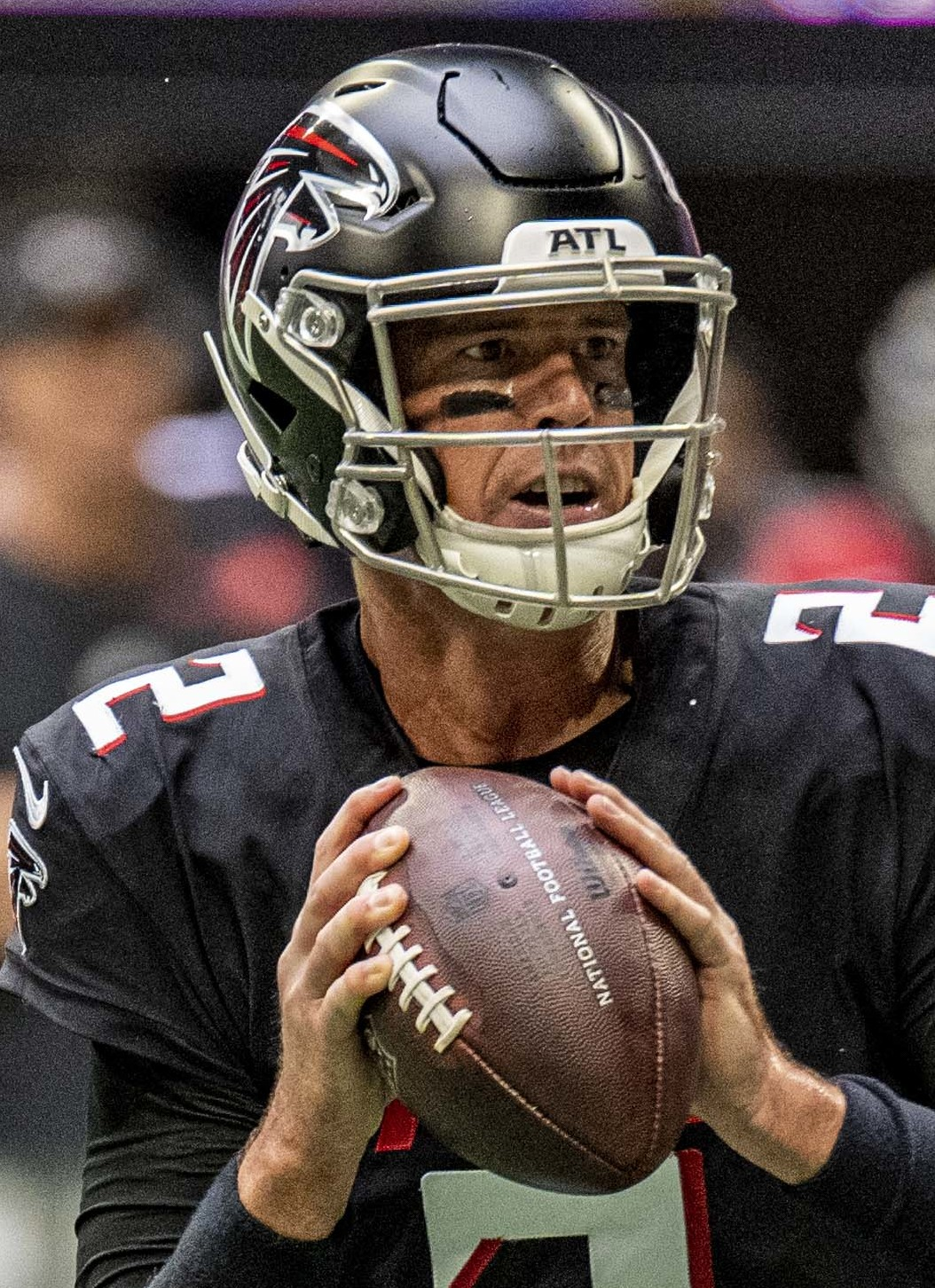
Matt Ryan.

| Amerikansk fotboll - Tom Nalen - Matt Ryan Basket - Reggie Jackson - Quinten Post - Jerome Robinson Fotboll - Reuben Ayarna - Alejandro Bedoya - Charlie Davies - Laura Georges Ishockey - Kevin Ahearn - Andrew Alberts - Bill Arnold - Cam Atkinson - Matt Boldy - Brian Boyle - Doug Brown - Greg Brown - Patrick Brown - Paul Carey - Alexandra Carpenter - Leonard Ceglarski - Scott Clemmensen - Tommy Cross - Thatcher Demko - Brian Dumoulin - Patrick Eaves - Benn Ferriero - Casey Fitzgerald - J.D. Forrest - Johnny Gaudreau - Matthew Gaudreau - Cutter Gauthier - Nathan Gerbe - Brian Gibbons - Patrick Giles - Brian Gionta - Stephen Gionta - Bill Guerin - Noah Hanifin - Mike Hardman - Peter Harrold - Jimmy Hayes - Kevin Hayes | - Steve Heinze - Frank Hussey - Craig Janney - Chuck Kobasew - Spencer Knight - Krystofer Kolanos - Chris Kreider - Brian Leetch - Ryan Leonard - Ben Lovejoy - Mike Matheson - Jack McBain - Ian McCoshen - Marc McLaughlin - Tom Mellor - Mike Mottau - Tara Mounsey - Joe Mullen - John Muse - Alex Newhook - Brooks Orpik - Gabe Perreault - Nick Petrecki - Marty Reasoner - Philip Samuelsson - Zach Sanford - Steven Santini - Molly Schaus - Cory Schneider - Rob Scuderi - Ryan Shannon - Ben Smith - Will Smith - Dave Spina - Jack St. Ivany - Kelli Stack - Kevin Stevens - Tim Sweeney - Alex Tuch - Oliver Wahlstrom - Patrick Wey - Colin White - Joe Whitney - Joseph Woll - Miles Wood Kampsport - Kenny Florian |